# Northern Soul (film)
Cet article concerne le film. Pour la musique, voir Northern soul.
Northern Soul est un film dramatique musical britannique écrit et réalisé par Elaine Constantine, sorti en 2014.

## Synopsis
Northern Soul relate l'histoire de Matt et John, deux habitants du Lancashire, pendant les années 1970. Fuir leur quotidien dans une petite ville et à la chaîne de production d'une usine va pousser les deux jeune garçons à rêver d'aller aux États-Unis découvrir les disques rares qui les aideront à devenir les meilleurs DJs de la scène northern soul.

## Fiche technique
- Titre original : Northern Soul
- Réalisation : Elaine Constantine
- Scénario : Elaine Constantine
- Direction artistique : Robin Brown
- Décors : Paul Frost
- Costumes : Yvonne Duckett et Adam Howe
- Photographie : Simon Tindall
- Montage : Stephen Haren
- Production : Debbie Gray
- Société de production : Stubborn Heart Films et Baby Cow Productions
- Société de distribution :
- Pays d'origine :  Royaume-Uni
- Langue originale : anglais
- Format : couleur
- Genre : drame musical
- Durée : 101 minutes
- Date de sortie :
  - Royaume-Uni : 17 octobre 2014

## Distribution
- Elliot James Langridge (VF : Maxime Baudouin) : John Clark
- Josh Whitehouse (VF : Pascal Nowak) : Matt
- Antonia Thomas (VF : Dorothée Pousséo) : Angela
- Jack Gordon (VF : Charles Pestel) : Sean
- James Lance (VF : Cédric Dumond) : le DJ Ray Henderson
- Christian McKay : le père
- Lisa Stansfield (VF : Marie-Madeleine Burguet-Le Doze) : la mère de John
- Ricky Tomlinson (en) (VF : Achille Orsoni) : le grand-père
- John Thomson (en) : Terry
- Steve Coogan (VF : Cyrille Artaux) : M. Banks
- Claire Garvey (VF : Olivia Luccioni) : Betty
- Ashley Taylor Dawson (VF : Jérémy Bardeau) : Paul
- Lewis Morris (VF : Thibaut Belfodil) : Phil
- Jo C. Ashley (VF : Armelle Gallaud) : la danseuse (non créditée)

 Source et légende : version française (VF) sur RS Doublage

## Distinctions

### Nominations
- BAFTA Awards 2015 : Meilleur nouveau scénariste, réalisateur ou producteur britannique
- London Critics Circle Film Awards 2015 : Nouveau réalisateur britannique